# Myroconger
Myroconger ist eine Gattung der Aalartigen (Anguilliformes). Sie steht allein in der monotypischen Familie Myrocongridae.
Die Tiere haben einen seitlich stark zusammengepressten Körper, kleine Kiemenöffnungen und ein unvollständiges Seitenlinienorgan. Sie werden 36 bis 54 Zentimeter lang.
Fünf der insgesamt sechs Arten wurden erst in den 1990er Jahren bzw. in den Jahren 2006 und 2021 entdeckt. Bisher wurden nur wenige Exemplare der Familie gefangen. Man fand die Fische im Atlantik vor der Küste des nordöstlichen Brasilien, bei St. Helena und vor der Küste des Senegal, möglicherweise auch bei São Tomé und Príncipe, im Indischen Ozean bei den Seychellen, sowie im Pazifik bei Neukaledonien am unterseeischen Berg Kaiyo Maru, am Gebirgsrücken zwischen Kyushu und Palau und im östlichen Pazifik. Myroconger-Arten leben in Tiefen von 50 bis 650 Metern. Der genaue Lebensraum ist unbekannt.

## Arten
- Myroconger compressus Günther, 1870
- Myroconger gracilis Castle, 1991
- Myroconger nigrodentatus Castle & Béarez, 1995
- Myroconger pietschi Espíndola, Caires, Tighe, De Pinna & De Melo, 2021[1]
- Myroconger prolixus Castle & Béarez, 1995
- Myroconger seychellensis Karmovskaya, 2006